# Any
Un any és el període que triga la Terra a fer una revolució al voltant del Sol. El terme «any» també es fa servir per a referir-se al període orbital de qualsevol planeta, i per extensió s'aplica a altres cicles orbitals.
Tot i que no existeix cap símbol d'acceptació universal per referir-se a l'any, la NIST SP811 i l'ISO 80000-3:2006 suggereixen al símbol a (al Sistema Internacional d'Unitats). Tot i que a també és el símbol de l'àrea, una unitat de superfície, el context sol ser suficient per a desambiguar entre els dos significats.

## Tipus d'anys. Definicions
- Any sideri o any sideral: període que transcorre entre dos passos consecutius de la terra per un mateix punt de la seva òrbita. Generalment emprat pels astrònoms, és la mesura més exacta d'un any. Referència: els estels. Duració: 365,256436918716 dies siderals o 365,256363 dies solars (365 dies, 6 hores, 9 minuts i 9,7 segons).
- Any tròpic o any solar: període que transcorre entre dos passos successius del Sol per l'equinocci mitjà. En altres paraules, el temps que transcorre, per exemple, de primavera a primavera. Referència: el sol. Duració: 365,242189 dies (365 dies, 5 hores, 48 minuts i 45,16 segons). Les civilitzacions Mesopotàmica i Egípcia van aconseguir uns valors molt aproximats per aquest any, sobretot considerant l'escassetat de mitjans de l'època.
- Any anomalístic: període que transcorre entre dos passos successius de la terra pel periheli de la seva òrbita. Duració: 365,2596 dies.

En la vida quotidiana, fem servir l'any civil, que té un nombre enter de dies. Al calendari gregorià (el més estès a Occident) hi ha anys civils de dues menes: els anys comuns, que són els que tenen 365 dies i els de traspàs, que són els de 366, que s'esdevenen, en general, cada 4 anys.
En Astronomia i/o Astrofísica, a més, tenen el seu interès:
- Any draconític o any d'eclipsi: període que transcorre entre dos passos consecutius del Sol per un node de la Lluna, moment en què pot succeir un eclipsi. Duració: 346,62 dies.
- Any còsmic o any galàctic: període que transcorre en una òrbita del sol al voltant del centre de la nostra galàxia. Duració: uns 220 milions d'anys.
- Any platònic: període en el qual l'eix de la terra descriu un cercle complet a causa de la precessió. Duració: uns 25.800 anys.[3]

## Evolució històrica de l'any solar
- Any solar egipci: estimava que un any durava 365 dies. El calendari egipci va patir desfasaments de temps molt notables i es va intentar de reformar-lo durant el congrés de Cànope, on es va concloure que l'any durava 365,25 dies.
- Any solar julià: basat en el congrés de Cànope, estimava que l'any durava 365,25 dies solars, és a dir, 365 dies i 6 hores. Per a corregir aquestes 6 hores de més, cada quatre anys s'introduïa un any de 366 dies solars. A aquest any se'l va anomenar any de traspàs.
- Any solar gregorià: és l'any civil actual. És una correcció del còmput de l'any solar julià, perquè el 1582 uns astrònoms varen descobrir un desfasament gradual de temps en el calendari julià. Després d'una llarga investigació, es va concloure que un any durava aproximadament 365,2425 dies solars, és a dir, 365 dies, 5 hores, 49 minuts i 12 segons. Per esmenar aquesta diferència amb l'any julià, es va determinar que els anys seculars (aquells que les dues últimes xifres són 00, per exemple: 1700, 1800, 1900…) no serien anys de traspàs, a excepció d'aquells que fossin divisibles entre 400 (per exemple: 1600, 2000, 2400, etc.) que sí ho serien.

## Variacions en la durada de l'any i el dia
La llargada exacta d'un any astronòmic canvia al llarg del temps. Les causes principals d'aquests canvis són:
- La precessió dels equinoccis canvia la posició dels esdeveniments astronòmics respecte als apsis de l'òrbita de la Terra. Un esdeveniment que es mogui vers el periheli es repeteix amb un període més curt d'un any a l'altre; un esdeveniment que es mogui vers el periheli es repetirà amb un període més llarg d'un any a l'altre (tot i que aquest efecte no canvia el valor mitjà de la durada de l'any).
- La influència gravitatòria de la Lluna i els planetes canvia el moviment de la Terra d'una òrbita constant al voltant del Sol. L'òrbita de la Terra varia d'una manera caòtica, però en un interval bastant més limitat que les òrbites dels planetes més pròxims.
- La resistència de marea entre la Terra i la Lluna i el Sol incrementa la durada del dia i del mes (transferint moment angular de la rotació de la Terra a la revolució de la Lluna); com que el dia solar mitjà aparent és la unitat amb què es mesura la llargada del dia en la vida civil, fa l'efecta que canvia la durada de l'any. Al seu torn, la resistència de marea depèn de factors com per exemple el reajustament postglacial i la pujada del nivell del mar.
- Els canvis en la massa efectiva del Sol, causats pel vent solar i la radiació d'energia generada per fusió nuclear i radiada per la seva superfície, afectaran el període orbital de la Terra sobre un període llarg (aproximadament 1,25 microsegons per any[4]).
- Altres efectes tendeixen a escurçar el període orbital terrestre, com per exemple l'efecte Poynting-Robertson (aproximadament 30 nanosegons per any) o la radiació gravitatòria (aproximadament 165 attosegons per any[5]).

## Història
Bé que el primer fet que serví als homes per a mesurar el temps fou la rotació de la terra sobre si mateixa, la qual cosa feu néixer el concepte de dia, posteriorment fou observat el fenomen de les llunacions, el qual donà lloc als mesos i als calendaris lunars així mateix l'home s'adonà del fet que certs fenòmens es repetien periòdicament, tals com la caiguda de la fulla, la floració, les migracions dels peixos i dels ocells juntament amb les èpoques de més o menys fred o calor, és a dir, les estacions. Aquest fet donà lloc a l'aparició del concepte d'any.
Ara sabem que la durada real d'un any és de 365,24219 dies (any tropical) però els nostres avantpassats varen tenir molta feina en ajustar progressivament l'any civil, usat a efectes l'organització social, a l'any real.
Des de sempre el pas del temps s'ha associat amb la successió de fenòmens:
la rotació de la terra sobre si mateixa, la qual cosa feu néixer el concepte de dia, l'observació de les llunacions i certs fenòmens es repetien periòdicament, tals com la caiguda de la fulla, la floració, les migracions dels peixos i dels ocells juntament amb les èpoques de més o menys fred o calor, és a dir, les estacions, així com equinoccis, solsticis, aparició de determinats estels en un punt concret del cel, etc. Aquest fet donà lloc a l'aparició del concepte d'any.
Com s'ha indicat en l'apartat de definicions un any no té un nombre enter de dies (365,24219 dies), ni un cicle lunar tampoc (29,53058 dies), de manera que els ajustaments, si prenem com a unitat el dia són qüestió de decimals per excés o per defecte. Per acabar-ho d'embolicar, un any tampoc té un nombre enter de cicles lunars: el cicle de Metó estableix 19 anys solars, a què corresponen 235 llunacions. És un exponent del difícil matrimoni entre el sol i la lluna que ha deixat el seu rastre en les diferències entre calendaris solars i calendaris lunars.
Els primers anys foren calculats seguint les llunacions. La durada del cicle lunar, interval mitjà que transcorre entre dues llunes plenes consecutives, varia de 29 dies i 6 hores a 29 dies i 20 hores. En conseqüència els calendaris lunars solen estar formats per mesos de 29 i 30 dies.
Però les necessitats de l'agricultura i d'altres activitats humanes (ramaderia, pesca, comerç, campanyes militars, etc.) feren precisa la recerca de calendaris més ajustats a la realitat astronòmica i climàtica.
Una de les solucions més antigues donades a l'obtenció d'un any civil sembla que és la del calendari caldeu, a Babilònia, primerament lunar i després lunisolar, de 360 dies repartits en 12 mesos, als quals s'afegia un altre mes de 30 dies cada sis anys i, posteriorment, un altre mes a intervals més grans; els mesos foren dividits en setmanes de 7 dies, seguint les fases de la Lluna. L'origen d'aquest any fou primer l'equinocci de tardor i després el de primavera. Cadascun dels dies de la setmana rebé el nom del Sol, de la Lluna, i dels cinc planetes coneguts en aquella època, noms que evolucionats, han subsistit gairebé en totes les llengües.

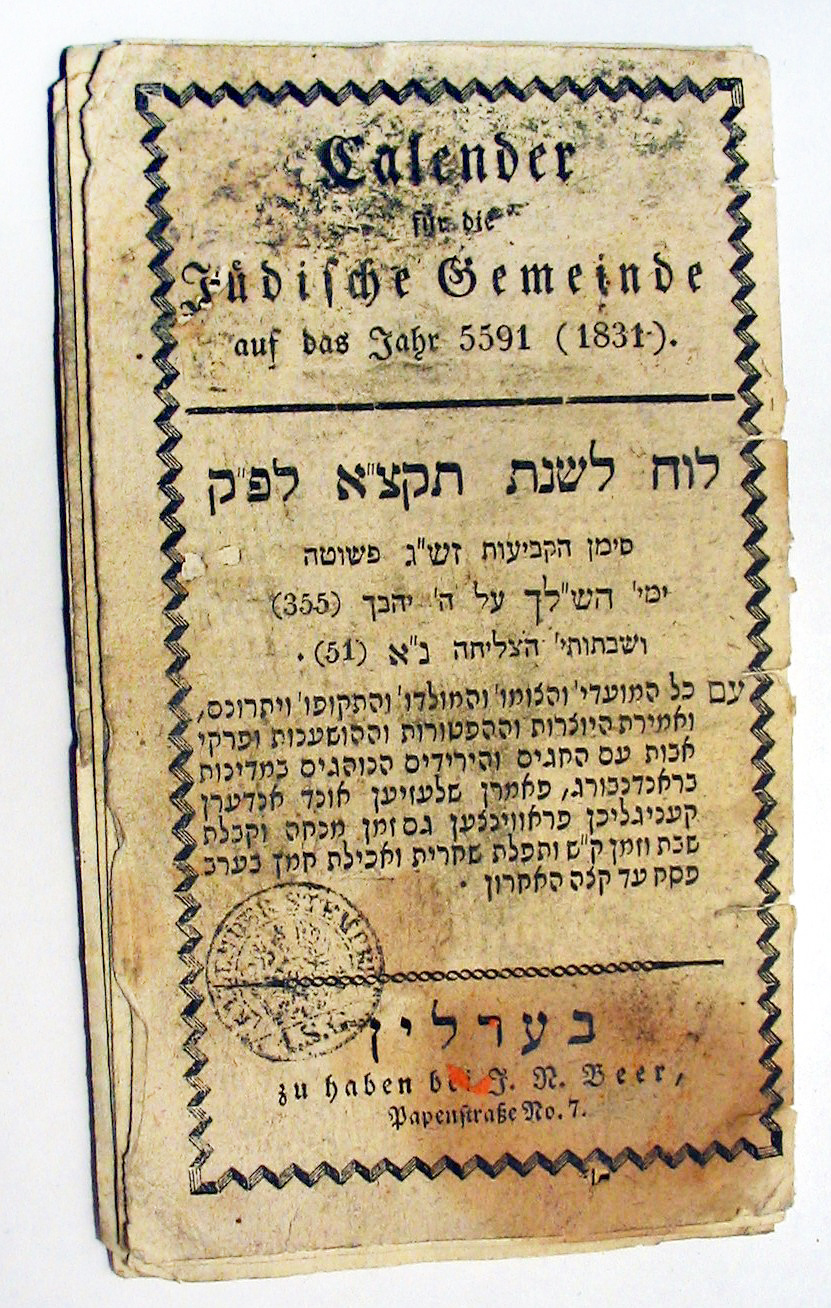
El "Calendari de la Comunitat jueva alemanya" per l'any 5591 (1831), que incloia "totes les festivitats, dejunis i pregàries, així com les festes dels estats de Brandeburg i Silèsia" - Berlín, 1831

El calendari hebreu també és basat en les llunacions, en aquest l'any és lunar de 354 dies. La diferència amb l'any tròpic fou solucionada, en part, per l'addició d'un mes suplementari; a partir del segle iii i basats en el cicle de Metó: de cada 19 anys se'n consideren dotze de senzills i set d'embolísmics (de tretze mesos).
A l'antic Egipte optaren per un any de 360 dies (basat en el calendari caldeu), format per dotze mesos de 30 dies, més tard hi afegiren 5 dies epagòmens per obtenir un any de 365 dies, incloent-hi 3 estacions, governades pel Nil: riada, plantació i collita, de 4 mesos cadascuna. Els egipcis observaren que el seu any era, aproximadament, un quart de dia més curt que l'any tròpic, i resultava que cada 1.461 anys civils egipcis tornaven a coincidir el civil i el tròpic, perquè l'any civil s'havia retardat un any enter; aquest període rebé el nom de sotíac (de Sothis, Sírius). Malgrat ésser conscients d'aquest fet, els egipcis mantingueren el mateix any civil fins a la conquesta per Roma, que fou substituït per l'any julià, hereu, paradoxalment, de l'egipci.
Pel que fa al calendari musulmà, hi ha un predomini del calendari lunar. Primitivament, l'any tenia 12 mesos de 29 i 30 dies, alternats, i que s'ajustava amb l'addició d'un tretzè mes, cosa que fou prohibida per Mahoma. Un altre ajust que cal fer en el calendari ve donat pel fet que aquest tampoc coincideix amb la duració mitjana de les llunacions, la qual és superior a la dels mesos àrabs, fet que obliga a afegir 11 dies suplementaris cada 30 anys àrabs; en aquest període existeixen 11 anys de 355 dies (anys abundants) i 19 anys de 354 dies. D'això resulta que després de 34 anys àrabs hauran passat 33 anys civils gregorians.
L'any xinès ordinari consta de 12 llunacions (dotze mesos lunars) el que suposa entre 353 i 355 dies. Cada cert temps (més o menys, cada tres anys) s'intercala un any embolismal (un any amb 13 mesos lunars) d'entre 383 i 385 dies. Com coneixien amb gran exactitud la durada dels cicles lunars i solars, van arribar a la mateixa conclusió matemàtica que moltes altres cultures, descobrint el cicle de 19 anys (cicle Metó) i considerant anys embolismals els anys 3r, 6è, 9è, 11è, 17è i 19è del cicle.

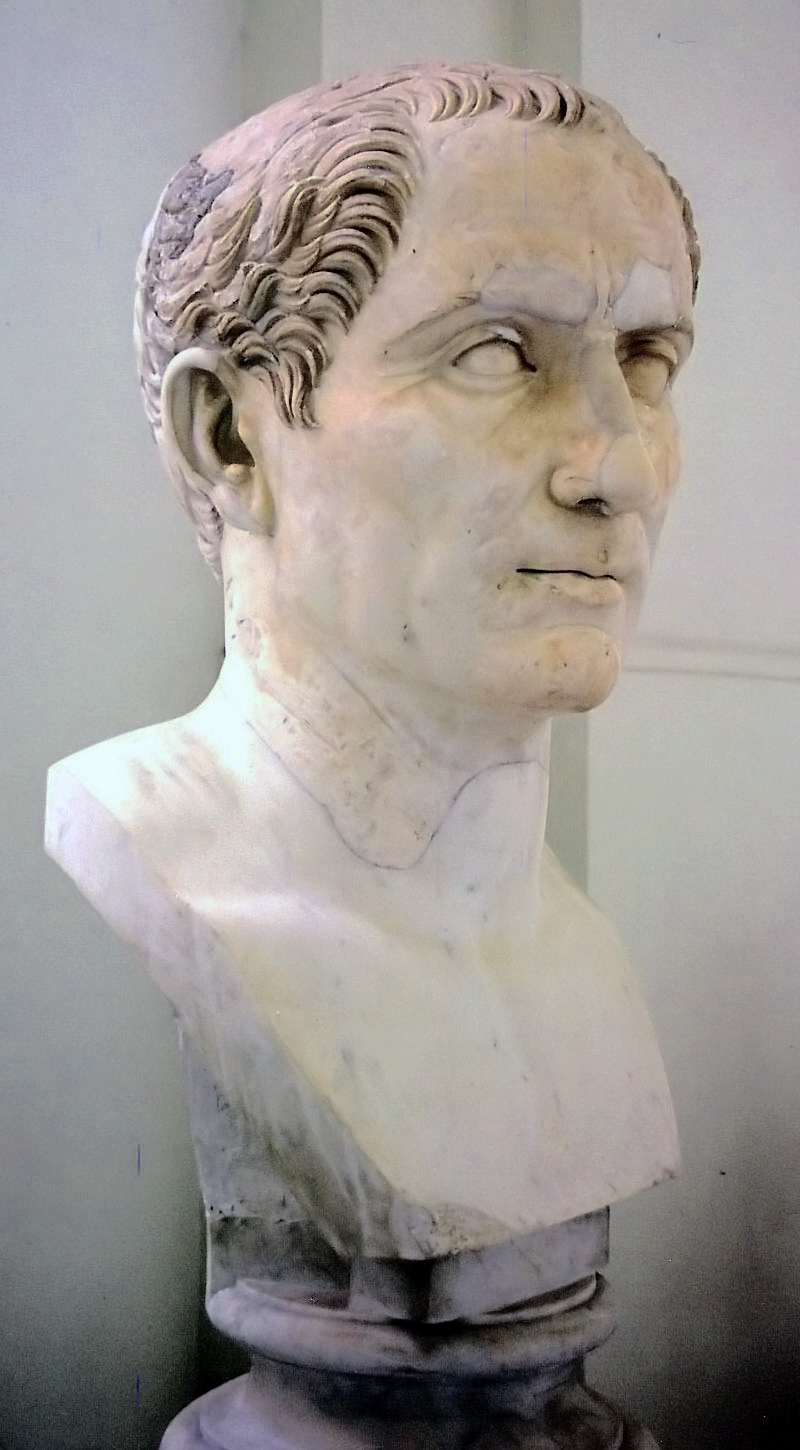
Bust de Juli Cèsar

A Roma, el primer calendari usat fou lunar de 304 dies, agrupats en deu mesos, que aviat es transformà en un any de 355 dies i 12 mesos, el qual tenia un dia més que l'any lunar. A causa de la seva gran diferència amb l'any tròpic obligà a afegir-hi un mes suplementari, any sí any no, de 22 i 23 dies. Malgrat alguns intents, no fou escurçat aquest any més llarg que el tròpic fins a la reforma juliana, decretada per Juli Cèsar d'acord amb les indicacions de Sosígenes. Per portar-la a terme hom feu que un any, el 45 aC, tingués 445 dies civils; aquest any rebé el nom d'any de la confusió o annus confusionis. L'any Julià, basat en el congrés de Cànope, estimava que l'any durava 365,25 dies solars, és a dir, 365 dies i 6 hores. Per a corregir aquestes 6 hores de més, cada quatre anys s'introduïa un any de 366 dies solars. A aquest any se'l va anomenar any de traspàs.

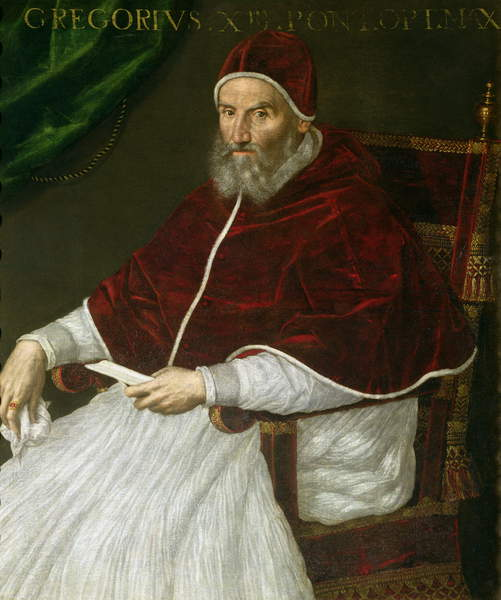
Gregori XIII

El calendari gregorià és el calendari establert pel papa Gregori XIII, a instàncies de Ghiraldi. És vigent des de 1582 i prové del calendari julià, utilitzat des que Juli Cèsar l'instaurés l'any 46 aC. La reforma del calendari va ser estudiada i realitzada pels matemàtics de la Universitat de Salamanca, que van presentar al Papa la proposta definitiva.
Precisament aquell any, el papa ordenà que s'eliminessin 10 dies del calendari (el 4 d'octubre va ser seguit pel 15 d'octubre), per tal de compensar l'avançament de l'arribada de la primavera provocada pel fet que el calendari julià, vigent fins aleshores, no compensava correctament la precessió dels equinoccis.
La reforma gregoriana neix de la necessitat de portar a la pràctica un dels acords del Concili de Trento: el d'ajustar el calendari per eliminar el desfasament produït des d'un concili anterior, el primer Concili de Nicea, de 325, en el qual s'havia fixat el moment astral en què s'havia de celebrar la Pasqua i, en relació amb aquesta, les altres festes religioses mòbils. El que importava, doncs, era la regularitat del calendari litúrgic, per al qual calia introduir determinades correccions en el civil. En el fons, el problema era adequar el calendari civil a l'any tròpic.

## Altres anys

### Any fiscal
Un any fiscal, o any financer, és un període de 12 mesos usat per calcular informes financers anuals en negocis i altres organitzacions. En la majoria de jurisdiccions hi ha lleis que regulen la comptabilitat i requereixen aquests informes un cop cada dotze mesos. Aquest any no correspon necessàriament amb l'any civil.

### Any judicial
Període, generalment de l'1 de setembre d'un any al 31 de juliol de l'any següent, durant el qual són desenvolupades les tasques normals dels tribunals i òrgans de l'administració de justícia.

### Any escolar
L'any escolar, any acadèmic o Curs acadèmic, és el període de l'any en què els alumnes van als seus centres d'ensenyament. Generalment dura 9 mesos i es pot dividir en semestres, trimestres o quadrimestres depenent del país i institució.
En diferents països l'any escolar o any acadèmic comença i acaba en diferents dates. En la majoria dels països de Sud-amèrica, per exemple, l'any comença al març i acaba al desembre. A Europa, en canvi, comença al setembre i acaba al juny.

### Any agrícola
Període dels treballs agrícoles des de l'inici de les labors de preparació fins a les de recol·lecció, aquests treballs no coincideixen amb l'any natural. Als efectes legals, cada cicle compta com un any agrícola.

### Any forestal
Un any forestal és un període de 12 mesos generalment de l'1 d'octubre d'un any al 30 de setembre de l'any següent, durant el qual es desenvolupen els aprofitaments forestals.

### Any litúrgic
Any ordenat de manera que se celebrin successivament els principals esdeveniments de la vida de Crist i els misteris més importants del cristianisme. Consta de dues parts: la del temporal, o cicle de les festes mòbils, i centrada en la celebració de la Pasqua, i la part del santoral, o calendari de festes fixes.

### Any sabàtic
Inicialment segons la llei jueva, l'any sabàtic el darrer de cada set anys durant el qual la terra no podia ésser conreada i cada amo havia d'alliberar un esclau hebreu, si aquest ho volia. Per altra banda en els països de tradició cultural anglosaxona, l'any sabàtic es referia al curs o semestre que es concedeix cada sis o set anys a un professor per a dedicar-lo als seus estudis o a la investigació, tot disculpant-lo de l'ensenyament.

## Equivalències d'altres unitats de temps en anys
| - 12 mesos és un any - bianual té lloc dues vegades l'any. - Un bienni són 2 anys - Un trienni són 3 anys - Un quadrienni són 4 anys - Un lustre són 5 anys - Un sexenni són 6 anys - Un septenni són 7 anys - Una dècada o decenni són 10 anys - Un duodecenni són 12 anys | - Un vicenni o vintenni són 20 anys - Un trentenni o tricenni són 30 anys - Un quarantenni són 40 anys - Un cinquantè són 50 anys - Un seixantenni són 60 anys - Un setantenni són 70 anys - Un vuitantenni són 80 anys - Un norantenni són 90 anys - Un segle, centenni o centúria són 100 anys - Un mil·lenni són 1.000 anys |

## Durada dels anys dels diferents planetes
La durada és indicada en dies terrestres. Arrodonit a dues xifres decimals.
| Planeta | Dies      |
| ------- | --------- |
| Mercuri | 87,97     |
| Venus   | 224,70    |
| Terra   | 365,26    |
| Mart    | 686,97    |
| Júpiter | 4.331,57  |
| Saturn  | 10.832,33 |
| Urà     | 30.799,10 |
| Neptú   | 60.190    |